# Фонте-де-Анжеан
Фонте-де-Анжеан (порт. Fonte de Angeão)  —  район (фрегезия) в Португалии,  входит в округ Авейру. Является составной частью муниципалитета  Вагуш. Находится в составе крупной городской агломерации Большое Авейру. По старому административному делению входил в провинцию Бейра-Литорал. Входит в экономико-статистический  субрегион Байшу-Воуга, который входит в Северный регион. Население составляет 1245 человек. Занимает площадь 9,55 км².
Покровителем района считается Дева Мария (порт. Nossa Senhora do Livramento (15 de Agosto)). 

## История
Район основан в 1965 году